# Bartosz Kanigowski
Bartosz Kanigowski herbu Lis – marszałek dworu prymasa Stanisława Karnkowskiego, podstarości ciechanowski.
Poseł na sejm koronacyjny 1587/1588 roku z województwa mazowieckiego.